# Staatsstreich in Mauretanien 1980

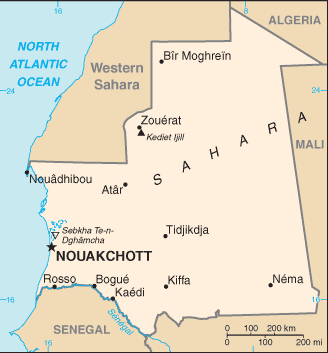
Karte von Mauretanien der CIA.

Der Staatsstreich in Mauretanien 1980 (arabisch الانقلاب العسكري الموريتاني 1980, fr.: Coup d’État de 1980 en Mauritanie, en.: 1980 Mauritanian coup d’état) war ein Putsch des Militärs in Mauretanien am 4. Januar 1980. Der Putsch wurde vom Premierminister, Colonel Mohamed Khouna Ould Haidalla, gegen Präsident Lieutenant Colonel Mohamed Mahmoud Ould Louly ausgeführt. Haidalla hatte selbst nach einem Putsch der Militärjunta 1979 die Macht über das herrschende Comité militaire de salut national (المجلس العسكري للخلاص الوطني‎ CMSN, dt.: Militärkomitee für Nationale Rettung) mit seinen 24 Mitgliedern übernommen.
Nach dem Putsch fungierte Haidalla sowohl als Präsident als auch als Premierminister bis zum 12. Dezember 1980, als er eine zivile Regierung ernannte mit Sid Ahmed Ould Bneijara als Premierminister.